# Fabien Canu
Pour les articles homonymes, voir Canu.
Fabien Canu est un judoka français, né à Saint-Valery-en-Caux (Seine-Maritime) le 23 avril 1960. Il a été, à l'issue de sa carrière, directeur technique national à la Fédération française de judo (FFJDA).

## Biographie
Fabien Canu a appris le judo au club d'Alençon (Orne) sous la tutelle de Jacky Rojo, son professeur. Il y a pris sa première licence à 9 ans et il est resté fidèle à ce club pendant treize ans. Par la suite, il a été à l'US Orléans judo.
Fabien Canu a été deux fois champion du monde en 1987 à Essen et en 1989 à Belgrade et trois fois champion d'Europe consécutivement en 1987 à Paris, en 1988 à Pampelune (Espagne) et en 1989 à Helsinki (Finlande). Il est médaillé d'or des moins de 86 kg aux Jeux méditerranéens de 1983 à Casablanca et aux Jeux méditerranéens de 1987 à Lattaquié.
Après ses fonctions à la Fédération française de judo, en mars 2006, il se voit confier par le ministre des sports français Jean-François Lamour la mission de prendre en charge la POP, Préparation Olympique et Paralympique : elle est constituée d'un groupe d'experts pour venir en aide et conseiller les différentes fédérations. Il est nommé en 2009 inspecteur général de la jeunesse et des sports par Rama Yade, puis conseiller spécial de David Douillet quand il devient ministre des sports en octobre 2011.
En septembre 2021, il est nommé à la direction de l'Institut national du sport, de l'expertise et de la performance et succède à Ghani Yalouz, avec pour objectifs d'appaiser les tensions avec l'Agence nationale du sport, poursuivre le développement du grand Insep, et améliorer le bilan de la délégation française aux JO de Tokyo.
Un dojo à Alençon porte son nom.
- Grade : Ceinture Blanche-rouge 8e DAN (2013)[6],[7].

## Décoration
- Chevalier de l'ordre national du Mérite
  - Fabien Canu est promu au grade d'officier de l'ordre, le 29 janvier 2025, en qualité de « directeur général d'un établissement public à caractère scientifique, culturel et professionnel consacré au sport de haut niveau »[8]. il est fait chevalier de l'ordre le 14 mars 1990[8].